# Rataje (district de Benešov)
Pour les articles homonymes, voir Rataje.
Rataje (en allemand : Rataj) est une commune du district de Benešov, dans la région de Bohême-Centrale, en République tchèque. Sa population s'élevait à 167 habitants en 2020.

## Géographie
Rataje se trouve à 4 km à l'ouest-sud-ouest de Trhový Štěpánov, à 23 km à l'est-sud-est de Benešov et à 57 km au sud-est de Prague.
La commune est limitée par Kladruby et Tehov au nord, par Trhový Štěpánov à l'est, par Chlum et Zdislavice au sud, et par Řimovice à l'ouest et par Pavlovice à l'ouest et au nord.

## Histoire
La première mention écrite de la localité date de 1395.

## Galerie

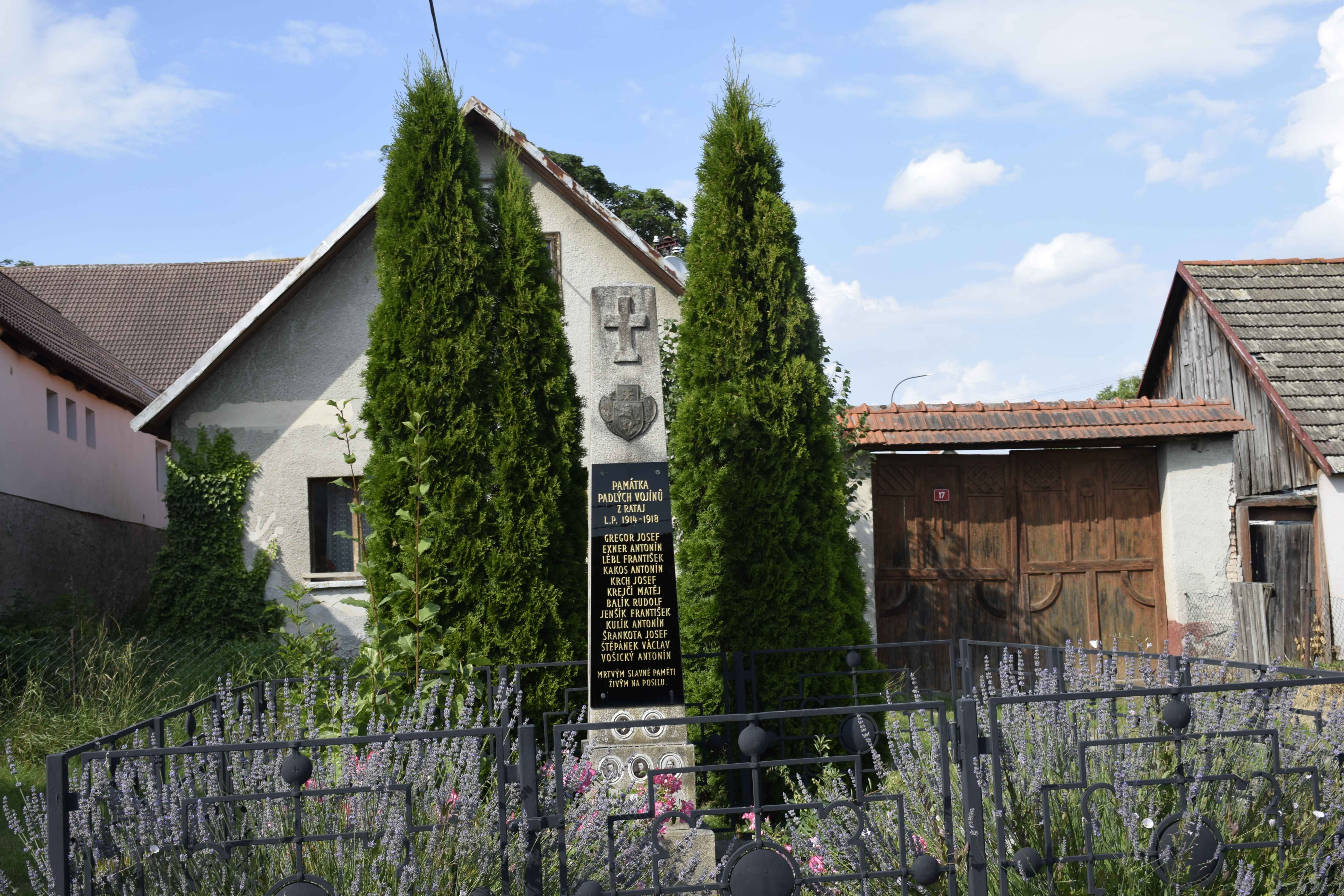
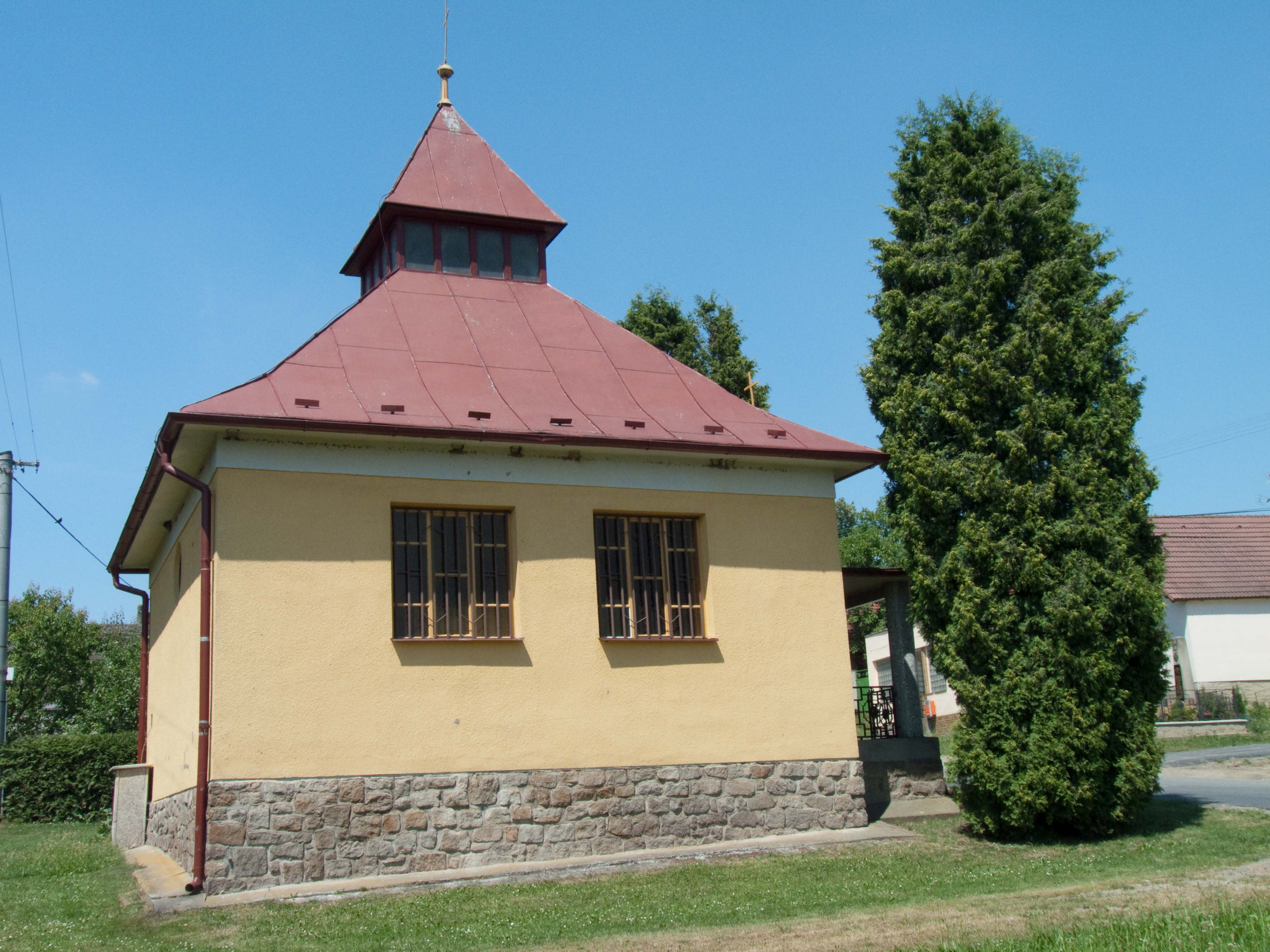
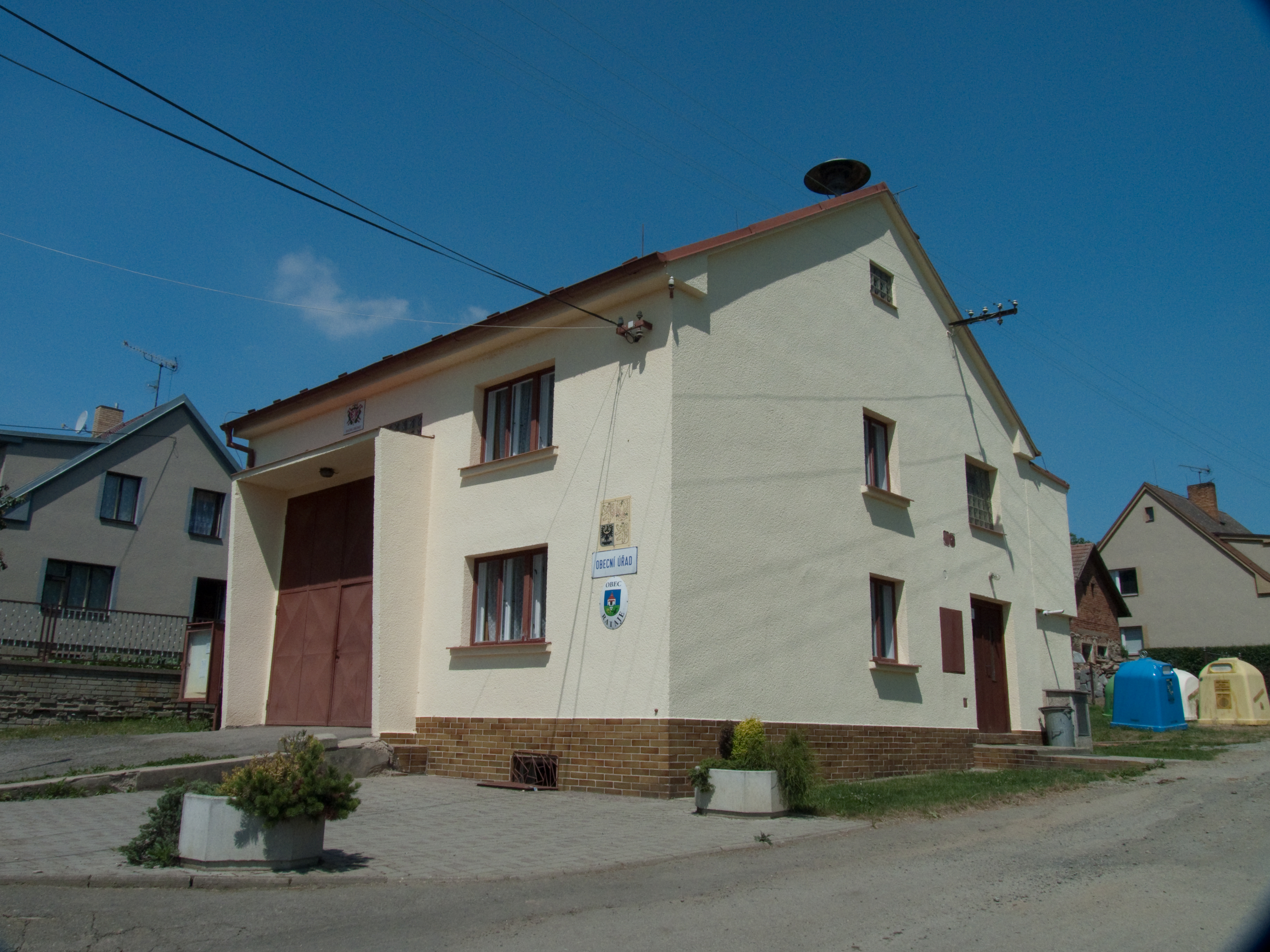
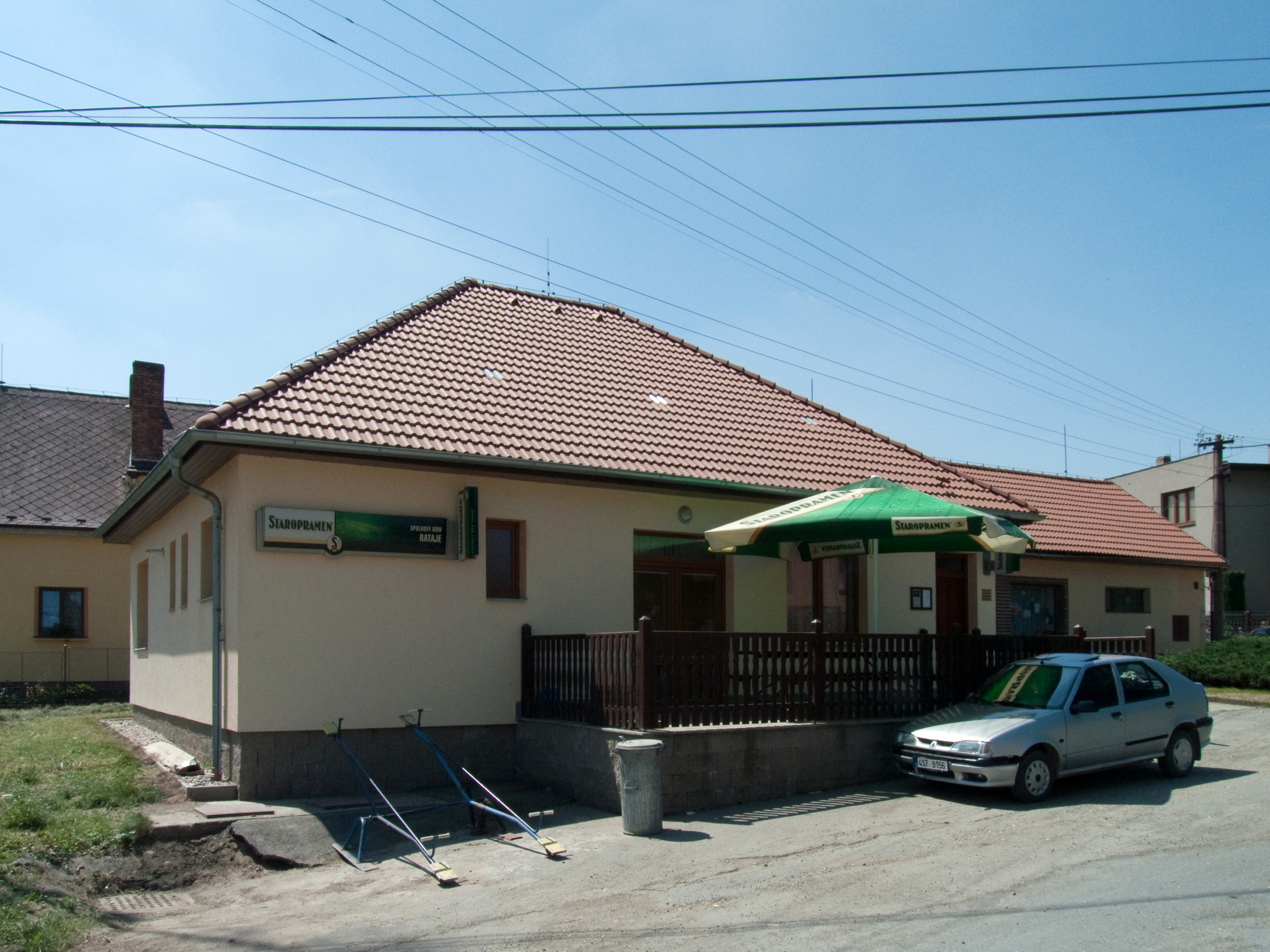